# Нелюбинка (Костанайская область)
Нелюбинка (каз. Нелюбин) — упразднённое село в Тарановском районе Костанайской области Казахстана. Входило в состав Павловского сельского округа. Исключено из учётных данных в 2017 г. Код КАТО — 396457100.

## География
Село находится примерно в 62 км к юго-востоку от районного центра, села Тарановское.

## История
До 5 апреля 2013 года село являлось административным центром упразднённого Нелюбинского сельского округа.

## Население
В 1999 году население села составляло 1337 человек (656 мужчин и 681 женщина). По данным переписи 2009 года, в селе проживало 148 человек (77 мужчин и 71 женщина).
На 1 января 2015 года население села составляло 26 человек.